# Rollengedicht
Ein Rollengedicht ist eine (weitgehend historische) Form des Gedichts, in dem das lyrische Ich die Rolle einer Figur übernimmt, wodurch dessen Rede dieser Figur in den Mund gelegt wird. Nicht selten verweist bereits der Titel des Gedichts auf die „sprechende“ Person. Häufige Rollen sind Knaben, Schäfer, Wanderer und Figuren aus der Mythologie.
Der Begriff des Rollengedichts oder der Rollenlyrik findet auch in Bezug auf die europäische Lyrik des Mittelalters Verwendung, da es sich bei Minnelyrik um eine der Figurenrede ähnliche Form handelt. Begründet ist das in den Inhalten der Minnelyrik, in der sowohl verheiratete Frauen besungen wurden, als auch der sexuelle Vollzug meist verheirateter Adliger mit Frauen aus niederem Stand verhandelt wurde. Eine derartige Thematik, die gegen die herrschenden christlichen Normen verstieß, war gesellschaftlich nur anerkannt, sofern sie in Form der Minne entweder auf Verzicht begründet oder als entindividualisierte Rede konzipiert war. Daneben existieren in der mittelalterlichen Lyrik auch eigentliche Rollengedichte, die beispielsweise aus der Rolle einer Frau gesprochen werden (Frauenlieder).

## Beispiele
- Clemens Brentano: Der Spinnerin Lied[1]
- Johann Wolfgang von Goethe: Schäfers Klagelied[2]
- Heinrich Heine: Lied des Gefangenen[3]
- Rainer Maria Rilke: Das Lied des Blinden[4]
- Ludwig Uhland: Des Knaben Berglied[5]
- Gottfried August Bürger: Der Bauer an seinen durchlauchtigen Tyrannen